# Jack Carson

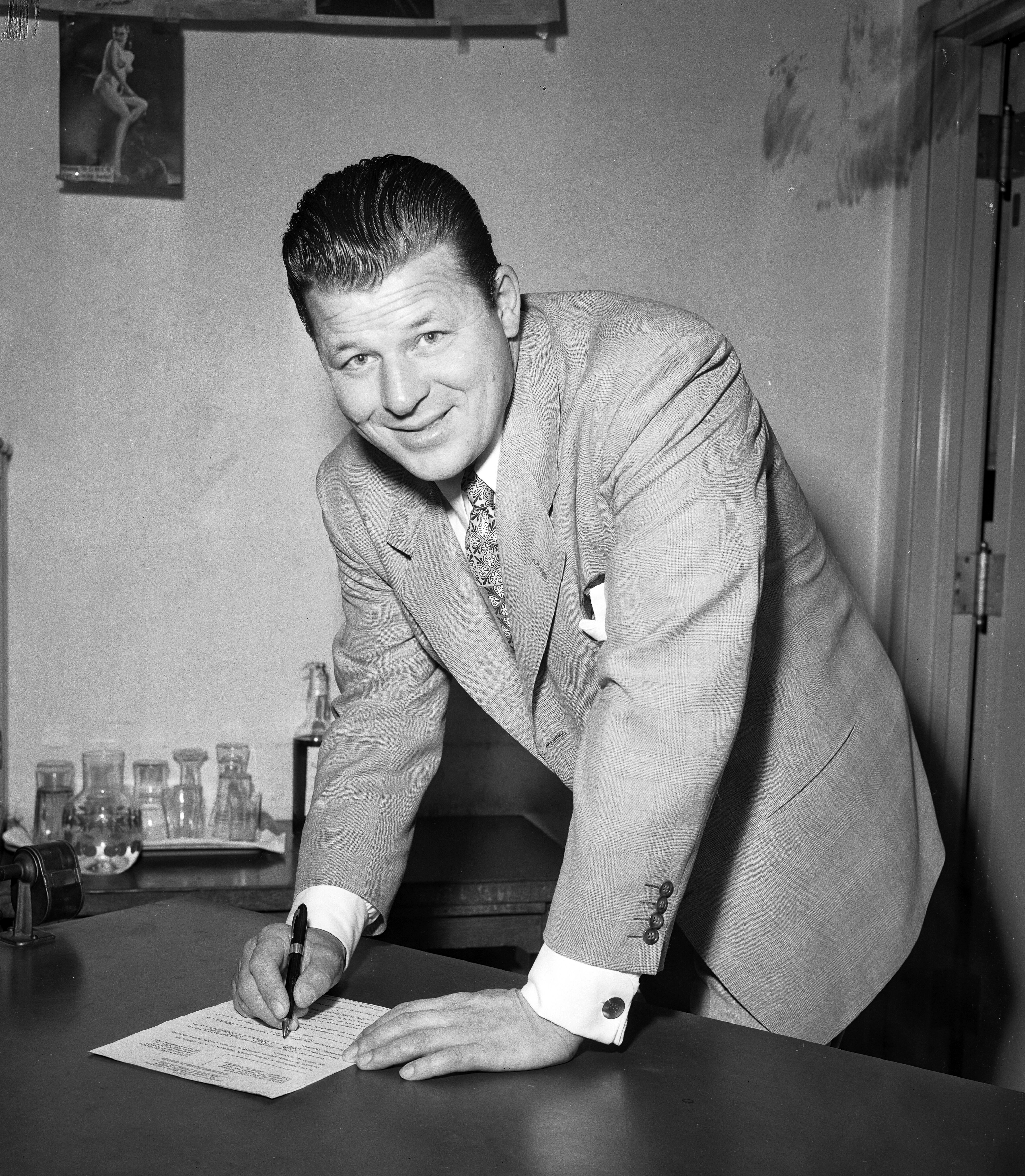
Jack Carson (1949)

Jack Carson (* 27. Oktober 1910 in Carman, Manitoba als John Elmer Carson; † 2. Januar 1963 in Encino, Kalifornien) war ein kanadisch-amerikanischer Schauspieler.

## Leben
Jack Carson wurde im kanadischen Carman als Sohn von Elmer und Elsa Carson geboren. Nur wenig später zog die Familie nach Milwaukee in die Vereinigten Staaten, wo Carson die Highschool besuchte. Während seiner Studienzeit am Carleton College entdeckte Carson sein Interesse für die Schauspielerei. Der hochgewachsene, bullig wirkende Schauspieler stand in seinem ersten Stück als Herkules auf der Bühne; dabei fiel er versehentlich mit einer Reihe von Requisiten hin. Sein Freund Dave Willock (1909–1990) sah die unfreiwillig komische Einlage und brachte mit ihm daraufhin die komödiantische Vaudeville-Nummer „Willock and Carson“ auf die Bühne. 1936 zog es die jungen Schauspieler nach Hollywood. 1937 gab Carson sein Filmdebüt als Gasttankstellenwart an der Seite von Henry Fonda in dem Film Gehetzt. Nach einer Reihe von Komparsenrollen war er ab Ende der 1930er-Jahre ein gefragter Nebendarsteller. Nebenbei war er zusammen mit Willock im Radioprogramm von Bing Crosby erfolgreich. Eine seiner ersten wichtigeren Rollen hatte er neben Marlene Dietrich und James Stewart in dem Western Der große Bluff (1939).
Carsons Spezialität waren komische Nebenrollen: Häufig verkörperte er gutmütige, aber witzelnde und nicht allzu intelligente oder ernsthafte Figuren. In Arsen und Spitzenhäubchen (1944) spielte er etwa einen unerfahrenen Polizisten, der sich hauptsächlich auf das Schreiben eines Stückes konzentriert, während um ihn herum mörderische Geschehnisse vor sich gehen. Weitere Komödien mit Carson waren Alfred Hitchcocks Mr. und Mrs. Smith aus dem Jahr 1941 sowie Zaubernächte in Rio von 1948, wo er eine seiner seltenen Hauptrollen spielte. In einer Reihe von Filmen von Warner Bros. wurde Carson mit Dennis Morgan als Komikerduo eingesetzt, in der – vergeblichen – Hoffnung, den Erfolg des Duos Bing Crosby und Bob Hope nachahmen zu können. Eine seiner ernsteren Rollen hatte er während dieser Zeit als Verehrer von Joan Crawford im Filmdrama Solange ein Herz schlägt (1945) unter der Regie von Michael Curtiz.
In den 1950er Jahren drehte er immer weniger Filme und war stattdessen am Broadway und vor allem im aufkommenden Fernsehen zu sehen. 1954 brach er mit seinem Leinwandimage und überraschte viele Kritiker, als er einen skrupellosen Presseagenten in Ein neuer Stern am Himmel von George Cukor verkörperte. Einen seiner letzten Filmauftritte hatte er als Bruder von Paul Newman im Drama Die Katze auf dem heißen Blechdach aus dem Jahr 1958. 
Carson war viermal verheiratet, unter anderem mit den Schauspielerinnen Kay St. Germain Wells (1941–1950) und Lola Albright (1952–1958). Sein Bruder war der Autor Robert Carson. Jack Carson starb 1963 im Alter von 52 Jahren an einem Magenkarzinom. Er hat einen Stern auf dem Hollywood Walk of Fame (1560 Vine Street).

## Filmografie (Auswahl)
- 1937: Gehetzt (You Only Live Once)
- 1937: Bühneneingang (Stage Door)
- 1937: Mr. Dodd geht nach Hollywood (Stand-In)
- 1937: Ein Fräulein in Nöten (A Damsel in Distress)
- 1938: Leoparden küßt man nicht (Bringing Up Baby)
- 1938: Vivacious Lady
- 1938: Sorgenfrei durch Dr. Flagg – Carefree (Carefree)
- 1939: Mr. Smith geht nach Washington (Mr. Smith Goes to Washington)
- 1939: Der große Bluff (Destry Rides Again)
- 1940: Die Hölle der Südsee (Typhoon)
- 1940: Glückspilze (Lucky Partners)
- 1941: Mr. und Mrs. Smith (Mr. and Mrs. Smith)
- 1941: Schönste der Stadt (The Strawberry Blonde)
- 1941: Die Braut kam per Nachnahme (The Bride Came C.O.D.)
- 1941: Blues in the Night
- 1942: Thema: Der Mann (The Male Animal)
- 1942: Die fröhliche Gauner GmbH (Larceny, Inc.)
- 1942: Der freche Kavalier (Gentleman Jim)
- 1943: Das Geständnis einer Frau (The Hard Way)
- 1943: Der Pilot und die Prinzessin (Princess O’Rourke)
- 1943: Thank Your Lucky Stars
- 1944: Arsen und Spitzenhäubchen (Arsenic and Old Lace)
- 1944: Hollywood Canteen
- 1945: Eine Frau mit Unternehmungsgeist (Roughly Speaking)
- 1945: Solange ein Herz schlägt (Mildred Pierce)
- 1946: Der Himmel voller Geigen (The Time, the Place and the Girl)
- 1947: So You Want to Be in Pictures (Cameo-Auftritt)
- 1948: Zaubernächte in Rio (Romance on the High Seas)
- 1949: Mein Traum bist Du (My Dream Is Yours)
- 1949: Ein tolles Gefühl (It’s a Great Feeling)
- 1950: Zwischen zwei Frauen (Bright Leaf)
- 1951: The Groom Wore Spurs
- 1953: Die Wasserprinzessin (Dangerous When Wet)
- 1954: Ein neuer Stern am Himmel (A Star Is Born)
- 1954: Eine glückliche Scheidung (Phffft)
- 1956: Gefangene des Stroms (The Bottom of the Bottle)
- 1957: Kreuzverhör (The Tattered Dress)
- 1958: Duell in den Wolken (The Tarnished Angels)
- 1958: Die Katze auf dem heißen Blechdach (Cat on a Hot Tin Roof)
- 1958: Keine Angst vor scharfen Sachen (Rally ’Round the Flag, Boys!)
- 1960: Jeder zahlt für seine Schuld (The Bramble Bush)